# Paracoedomea strandi
Paracoedomea strandi – gatunek chrząszcza z rodziny kózkowatych i podrodziny zgrzypikowych. Jedyny przedstawiciel rodzaju Paracoedomea.

## Zasięg występowania
Gatunek ten występuje w Tanzanii.